# 宜安
宜安，中国战国城邑名，故址在今河北省石家庄市藁城区西南宜安村。
其地不见于春秋。战国后期属赵。前233年秦赵肥之战前夕，秦曾攻略此地。《史记·赵世家》载: 幽缪王迁三年 (前233)，“秦攻赤丽、宜安，李牧率师与战肥下，却之”。《史记正义》引《括地志》云:“宜安故城在恆州藁城县西南二十里” 。又《读史方舆纪要》卷14真定府藁城县引《舆地记》云: “宜安城，李牧所筑，旁有土山，冈阜崛起，又有台高数仞，俗犹呼为李牧台。”。后秦汉皆未置县于此。直至隋代义宁元年 (617)，置宜安县，属巨鹿郡。治所仍在今河北藁城市西南宜安村。唐武德初属廉州。四年(621) 废。